# نادي الجسرة الثقافي الاجتماعي
نادي الجسرة الثقافي الاجتماعي هو نادي قطري تأسس في العام 1960 كنادِ رياضي، وتحوّل لاحقاً إلى نادِ ثقافي وإجتماعي، ينظم فعاليات ثقافية تضم كل ضروب الثقافة والفن من جلسات نقاشية للكتب والروايات، وإستضافة الشعراء والكتاب والفنانيين والتشكيلين، وله أصدارات ثقافية، كمجلة الجسرة الثقافي. إنتقل النادي إلى مقرٍ بالقرب من حديقة متحف قطر الوطني، ولكنه عاد إلى مقره الاصلي بحي الجسرة في سوق واقف في 6 نوفمبر 2019 ويعتبر هذا المقر هو المقر الذي إنطلق منه النادي في ستينيات القرن الماضي يتبع النادي إلى وزارة الثقافة والرياضة

## روابط خارجيّة
- موقع الجسرة الثقافي
- صحيفة الراية القطرية
- دكتور حسن رشيد

## فعاليات ثقافية مهمة
- ندوة الأديب الطيب صالح
- ليلة الشاعر عبد الرحمن الأبنودي
- أمسية الشاعر سميح القاسم
- ليلة الشاعر  محمد الفيتوري